# 宮崎京一
宮崎 京一（みやざき きょういち、1975年5月27日 - ）は、日本の作曲家、編曲家、ギタリスト・音楽プロデューサー。新潟県新潟市出身。血液型はA型。

## 人物
Lastier、スージー&キャロラインでのメジャー・デビューを経て、aivi、DALIANなどのインディーズバンドで活動する傍らで作曲家、編曲家、ギタリストとして活動。現在はフリー。
初めてのバンド活動は中学3年時の学校の芸術祭。担当はボーカル。この初ライブは苦い思い出となり、音楽から離れることとなった。
20歳頃、中学の時にバンドを組んだ同級生に誘われバンド活動を再開するが、既にボーカル候補がいたため半ば強制的にギターを担当することになり、初めてギターを買った。また、この時のメンバーの一部は後のLastierのメンバーとなる。
初ライブハウスは新潟Live Space Z-1である。
milktubのサポートメンバーになってからは関連楽曲の作曲・編曲を数多く担当。
AiRIに多数の楽曲を提供しており、彼女のメジャー・デビュー・シングル『learn together』では、収録曲3曲全ての作曲を手掛けている。これはバンド時代以来であり、「自分にとってもデビューシングルくらいの気合で制作」「デビューシングルみたいな心境」という思い入れを述べている。
2019年、音楽制作チーム『KEYTONE』を立ち上げている。

## 提供

### ゲーム
2007年
- エーデルワイス
  - マーガレット（作曲）
  - ダカラパンチ!（作曲）
- プロジェクト レヴォリューション
  - REVOLUTION -超革命-（編曲）

2008年
- エーデルワイス 詠伝ファンタジア
  - さくら日記（作曲・編曲）
  - Secret Garden（作曲・編曲）

2009年
- SHUFFLE! Essence+
  - Summer Again（編曲）
- 俺たちに翼はない
  - Eternal sky（編曲）
  - NEON Sign（編曲）
  - 硝子のHeart（編曲）
  - I wanna say I love you（編曲）
  - 陽炎（編曲）
- 空を飛ぶ、7つ目の魔法。
  - Cy-Rim rev.-two-（編曲）

2010年
- DEARDROPS
  - 696Lover（編曲）
- マリッジロワイヤル プリズムストーリー
  - どこまでも貴方と一緒に（作曲・編曲）
  - 夢見る世界が始まるtomorrow（作曲・編曲）

2011年
- カミカゼ☆エクスプローラー!
  - Explorer World（作曲・編曲）
  - 愛乞う者（作曲・編曲）
- 電激ストライカー
  - Bonds（作曲）
  - My Dream=My Will.（作曲・編曲）
  - BREAKING!（作曲・編曲）
- code_18
  - アガスティアストーン（作曲・編曲）
  - ヒカリ（作曲・編曲）

2012年
- 超電激ストライカー
  - Fight for the Future（編曲）
  - Keep on Dreaming（作曲・編曲）
  - SHINY TRUTH（編曲）
- 初恋1/1
  - Reflection moon（編曲）
- サナララR
  - Over the Rainbow（作曲・編曲）

2013年
- プリズム◇リコレクション!
  - プリズミック（作曲・編曲）
  - 光の標 （作曲・編曲）
- NO,THANK YOU!!!
  - NO,THANK YOU!!!（編曲）
- グリーングリーン OVERDRIVE EDITION
  - GREEN DAY（編曲）
  - 送れないラブレター（編曲）
  - 花降る丘（編曲）

2014年
- サキガケ⇒ジェネレーション!
  - MEMORIA（作曲、編曲）
  - きみとふたりで（作曲、編曲）
  - Cherish（作曲、編曲）
- 星織ユメミライ
  - 未来航路（作曲、編曲）
  - Sailing（作曲、編曲）

2015年
- 11月のアルカディア
  - アルカディア（作曲）
  - Be my darling!～悩める乙女の恋の歌～（サウンドプロデュース）
  - Miracle Flash（サウンドプロデュース）
  - What is the EVIL（サウンドプロデュース）
  - Wish your Happiness（作曲・編曲）
  - かすみ草のゆめ（サウンドプロデュース）
  - シアワセノミライ（作曲・編曲）
- ここから夏のイノセンス!
  - 君とつくるもうひとつの未来（作曲・編曲）
  - 夏空（編曲）
  - Innocent Summer（サウンドプロデュース）
- 恋×シンアイ彼女
  - 記憶×ハジマリ（作曲・編曲）

2017年
- はるるみなもに！
  - Be With You（作曲・編曲）
- BanG Dream!
  - MOON PRIDE（編曲）

2018年
- BanG Dream!
  - secret base ～君がくれたもの～（編曲）
  - いーあるふぁんくらぶ（編曲）
- 青空アンダーガールズ!
  - ボーダーライン（作曲）
- アズールレーン
  - 主題歌（作曲）
- スターリィパレット
  - Give me 5

2019年
- BanG Dream!
  - 天下トーイツA to Z☆
  - Wonderland Girl

### アニメ
2007年
- ムシウタ
  - 赤い月 青い月（作曲）

2010年
- バカとテストと召喚獣
  - バカ・ゴー・ホーム（編曲）
- ミラクル☆トレイン〜大江戸線へようこそ〜
  - RAILWAY→EXIT（作曲・編曲）

2011年
- バカとテストと召喚獣 〜祭〜
  - 月曜はキライ（編曲）
- 30歳の保健体育
  - learn together（作曲・編曲）
- バカとテストと召喚獣にっ!
  - Hi-Ho!!（編曲）
- 魔乳秘剣帖
  - 運命（作曲・編曲）
  - 二つの足跡（作曲・編曲）
- 境界線上のホライゾン
  - Pieces（作曲・編曲）

2012年
- 機動戦士ガンダムAGE
  - 君と僕はそこにいた（作曲・編曲）
- ちとせげっちゅ!!
  - ちとせげっちゅ!!の歌（作曲・編曲）
- TARI TARI
  - Dreamer（作曲・編曲）

2013年
- 有頂天家族
  - 有頂天人生（作曲・編曲）
- 黒子のバスケ
  - MAD BREAKER（作曲・編曲）
- ガンダムビルドファイターズ
  - Imagination > Reality（作曲・編曲）
- 健全ロボ ダイミダラー
  - 健全ロボ ダイミダラー（編曲）
- ロボットガールズZ
  - スキとキライ（作曲・編曲）

2014年
- 健全ロボ ダイミダラー
  - 健全ロボ ダイミダラー Ballad（編曲）

2015年
- 蒼穹のファフナーEXODUS
  - Angel arrow（作曲・編曲）
  - CHAIN OF LIFE（サウンドプロデュース）
  - Licht（作曲・編曲）
  - philosophia（作曲）
  - 太陽と月（サウンドプロデュース）
  - MoonFlower（サウンドプロデュース）
  - オレンジの風（作曲・編曲）
  - 蒼き獅子（作曲）

2017年
- うらら迷路帖
  - ドキドキがいっぱい!（作曲・編曲）
  - 十五の月（作曲・編曲）
  - 今日も矢を放て!（作曲・編曲）
  - 出会えてよかった（作曲）
  - みんなが大好きだよ!（作曲）
  - ”がんばれ”を君に（作曲）
- 有頂天家族2
  - 成るがまま騒ぐまま（編曲）

2018年
- 牙狼-GARO- -VANISHING LINE-
  - Promise（編曲）
- ヒナまつり
  - Distance（作詞・作曲）
- RELEASE THE SPYCE
  - pick（作曲・編曲）
  - サウンドトラックコーディネート
- Ingress
  - 俺たちレジスタンス（編曲）

### 歌手
- milktub
  - Rock'n'Roll Travel（作曲）
  - Speed（編曲）
  - MAKE ME HAPPY（編曲）
  - 世界を壊せ（作曲・編曲）
  - ちょっとだけでいいから（編曲）
  - 妄想チャージ（作曲・編曲）
  - 未来地図（作曲・編曲）
  - ダンステリアは終わらない（作曲・編曲）
  - スポーツカレー（編曲）
  - 俺が記念日（編曲）
  - ふらゆら（編曲）
  - 件名ありがとう（作曲・編曲）
  - 春夏冬 ROCK'N'ROLL（作曲・編曲）
  - 君の名を（編曲）
  - 正直になれない人へ（編曲）
  - What Your Low Party（編曲）
  - 僕と踊ろう（編曲）
  - コテカ（編曲）
  - 久遠の冀求（編曲）
  - 東京ツンドラ〜中年の星〜（編曲）
  - 一生懸命（編曲）
- 後藤邑子
  - ヨロシクRED ZONE（作曲・編曲）
  - ギリギリGo my way!（編曲）
- AiRI
  - Time has come（作曲・編曲）
  - You'll never walk alone（作曲・編曲）
  - キンモクセイ（作曲・編曲）
  - FLY HIGH（作曲・編曲）
  - 青い季節（作曲・編曲）
  - ウツクシセカイ（編曲）
  - Regeneration（作曲・編曲）
  - Powdery Snow（作曲・編曲）
  - GoodJob!（作曲・編曲）
  - 深海（作曲・編曲）
  - Mind-set（作曲・編曲）
  - ANOTHER LIFE（サウンドプロデュース）
  - Go for it!!（サウンドプロデュース）
  - ナツノヒカリ（編曲）
  - 遠い太陽。（編曲）
  - 君が君である為に（編曲）
  - 月光（編曲）
- CONNECT
  - SPACE ROMANCER ～2013年夢中の旅～（編曲）
- 神谷浩史
  - Always Kissing You（作曲・編曲）
- 遠藤正明
  - Homeless Love（編曲）
  - 君が好きだと叫びたい（編曲）
  - Vital（編曲）
  - FINALクロスファイト牙狼（編曲）
- 緒方恵美
  - SHINY DAYS!（作曲・編曲）[2]
  - Driver's High（編曲）[3]
- 内田彩
  - Sweet Rain（作曲）[4]
  - Go! My Cruising!（作詞・作曲）
  - 最後の花火（作曲）
  - Roman tic-tac（作曲・編曲）[5]
- 大橋彩香
  - NO SURRENDER（作曲・編曲）
- 千歳サラ
  - Changed Myself（編曲）
  - DISCOTHEQUE（作曲・編曲）
  - GLIMMER（編曲）
  - lyRiCal（サウンドプロデュース）
- 米倉千尋
  - 三本の魔法の木（編曲）
  - 零-ZERO-（編曲）
- 藍井エイル
  - Jump!!!（ギター）
- Duca
  - 0～zero～（作曲・編曲）
- Pyxis
  - JeweL（作曲・編曲）
  - トキメキセンセーション（作曲・編曲）
- petit milady
  - トキメキ☆ロケット（作曲）
- 和田光司
  - ヒラリ（編曲）[6]
  - 風（編曲）
- AKB48
  - 自分たちの恋に限って（作曲）
- 戸松遥
  - 約束♡ダーリン（作曲）
- 黒崎真音
  - To My Dear...（編曲）
  - Renka.（編曲）
  - Hazy moon（作曲・編曲）[7]
- シュプリーム・ファイブ
  - キミがいた季節（作詞・作曲・編曲）
- 飯田里穂
  - 聞こえてくるのは君の声（編曲）
- 楠田亜衣奈
  - アイ・アム（作曲・編曲）
- 立花理香
  - Say Goodbye（作詞・作曲）
- 山崎はるか
  - ヒヤシンス（編曲）

### その他
- CR戦国乙女
  - 戦国乙女（作曲・編曲）
- CR戦国乙女2
  - 百花繚乱（作曲・編曲）
- CR戦国乙女3
  - 乱 ～RUN～（編曲）
  - 君がいた風に（作曲・編曲）
- CR戦国乙女～花～
  - 天に舞う花の如く（編曲）
  - 唄エヤ踊レ夢宴（作曲・編曲）
  - もっと、ずっと、ぎゅっと（作詞）
- CR戦国乙女5～10th Anniversary～
  - 10回目のありがとう（編曲）
- ランティス×タツノコプロ トリビュート・アルバム
  - ヤッターマンの歌（編曲）
  - REASON（編曲）

## ラジオ
- Radio d2b（音泉：2008年1月31日 - 2008年6月5日）

## 外部サイト
- The Electric Cowboys - Ameba Blog
- The Electric Cowboys（旧ブログ）
- 宮崎京一 (@KYO1_MIYAZAKI) - X（旧Twitter）